# Kramer Guitars
Kramer Guitars — американський виробник електрогітар і бас–ґітар . У 1970-х роках Крамер виробляв електрогітари та бас–ґітари з алюмінієвим грифом до того, як перейшов на виготовлення звичайних гітар з дерев’яним грифом для музикантів хард-року та хеві-металу. Наразі Kramer є підрозділом Gibson Guitar Corporation.

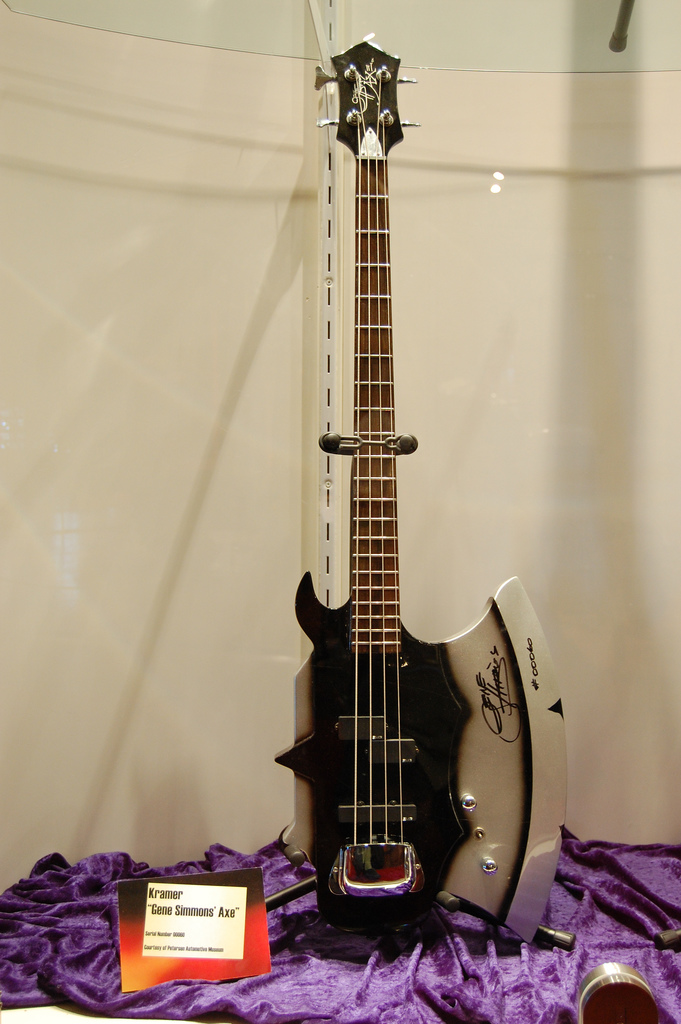
Бас-ґітара-сокираДжина Сіммонса з гурту KISS

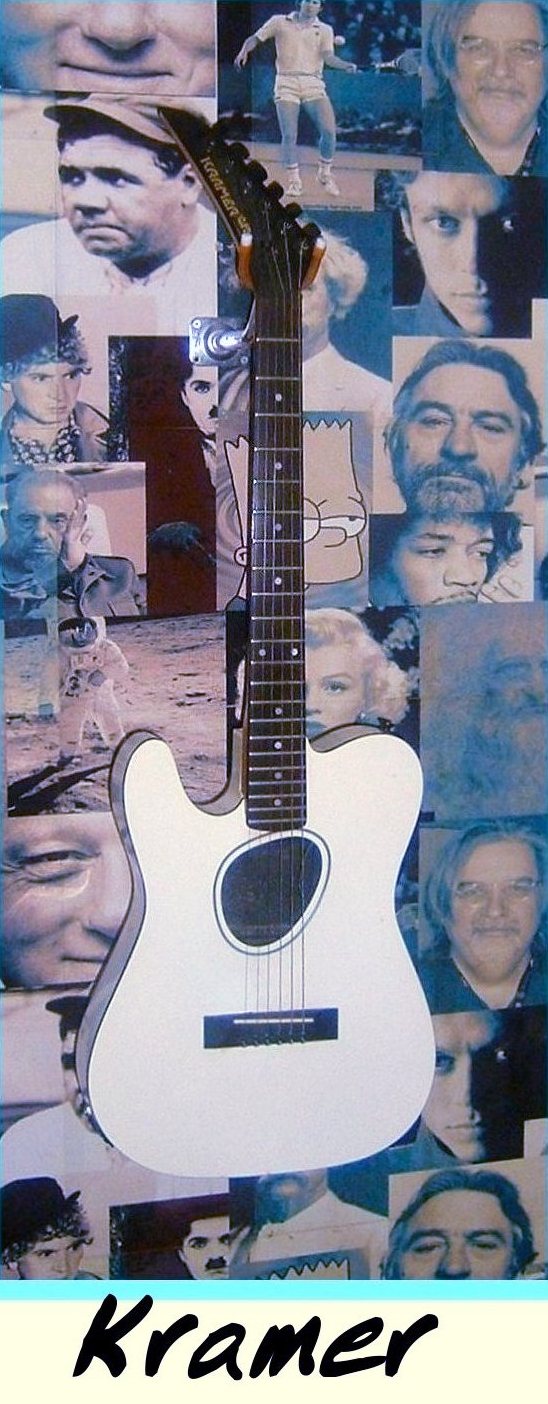
Акустика Феррінгтона.

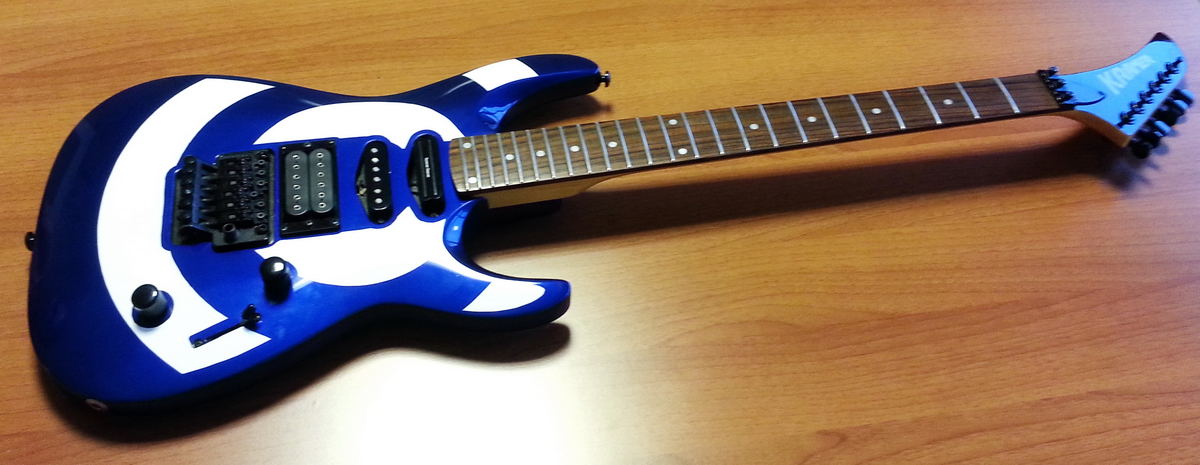
Корейський Крамер.

Існують деякі суперечки щодо ранньої історії компанії, але вона починається з Тревіса Біна, каліфорнійського майстра, який виготовляв гітари з алюмінієвими грифами. Бін і Гарі Крамер заснували гітарну компанію Travis Bean у 1974 році в Сан-Веллей, і, хоча їхні гітари продавалися добре, Бін втратив інтерес і залишив більшість бізнес-аспектів Крамеру, після чого їхні шляхи розійшлися. 
Потім Гарі Крамер заснував компанію, яка і стала Kramer Guitars. Вдосконаливши дизайн Біна (грифи Біна були важкими, а матеріал був холодним на дотик) Гарі Крамер продовжив випуск алюмінієвих гітар. Удосконалення Крамера складалося з двох дерев'яних вставок на в гриф, що робило його приємнішим на дотик і більше схожим до дерев`яного. До 1975 року він співпрацював із другом із Нью-Йорка, Деннісом Берарді, і вони заснували BK International, яка найняла майстра-лютиста Філа Петілло для виготовлення прототипів для них. Іншими залученими сторонами були Генрі Ваккаро, бізнесмен з нерухомості, який інвестував гроші в компанію, і Пітер Лаплака, який мав досвід роботи з Norlin, компанією, яка володіла Gibson Guitar Corporation з 1969 по 1986 рік. Все інше не дуже ясно, Крамер каже, що він планував збільшити виробництво, але був надто недосвідченим у цій сфері, тому хотів повернутися на Західне узбережжя. Він мав продати свої частки та отримати гонорар, а потім представляти компанію на заході, але, здається, нічого з цього не сталося .

## 1970-ті: алюмінієві грифи
Перші моделі, представлені в 1976 році, мали фірмову «голову камертона», грифи підсилені алюмінієм і накладками виготовленими з ебонолу — матеріалу, схожого на той, який використовується у виробництві м’яча для боулінгу. Серед інших особливостей грифів — алюмінієва інкрустація та нульовий лад . Дерев`яні вставки Гері Крамера, зазвичай були з горіха або клена і залиті епоксидною смолою для ізоляції. Корпуси, як правило, виготовлялися з високоякісного горіха або клена, причому найдавніші інструменти виготовлялися з екзотичних тонових порід дерева, включаючи коа, афромозию, світенію, шедуа та бубінгу. Фурнітура також була від відомих і якісних брендів: бриджі Schaller, звукознімачі Schaller і DiMarzio. Алюмінієва лінія, що йшла крізь гриф проіснувала приблизно до 1982 року.
Як правило, співвідношення бас-ґітар до ґітар було приблизно 4:1. До 1981 року Крамер мав обладнання та досвід, щоб вивести масове виробництво гітар на новий рівень. Перехід на інструменти з дерев’яним грифом обіцяв зберегти низькі витрати на виробництво, а також зацікавити традиційних гітаристів .

## Період дерев'яних грифів
Kramer вперше випустив гітари з дерев’яним грифом наприкінці 1981 року, слідуючи прикладу Charvel щодо виробництва інструментів, які, по суті, копіюють форму грифа Stratocaster від Fender, порушуючи патент на товарний знак Fender у США та дизайн. Після того, як було виготовлено лише тисячу інструментів, у травні 1981 року Крамер отримав від Fender вимогу про припинення виробництва гітар, що імітують форму голови Stratocaster. Крамер вирішив перейти на голову з дзьобом, що нагадує голови гітар Kent 1960-х років. В той час багато брендів копіювали Fender, але видозмінювали лише мінімально форму голови чи деки.
Інструменти з дерев’яним грифом стали першою спробою Крамера перенести виробництво гітарних компонентів у Східну Азію . Кілки та вінтажні тремоло з опорою виготовлялися компанією Gotoh у Японії, тоді як грифи виготовлялися японською фірмою ESP Guitars і відправлялися в Нью-Джерсі для накладання ладів та обробки.
Керівники Kramer побачили, що тогочасний рівень гітарної техніки початку 1980-х вимагав високопродуктивної системи тремоло . Kramer розпочав співпрацю з німецьким винахідником Гельмутом Рокінгером і встановив на свої інструменти його громіздкі тремоло, які були попередниками систем Floyd Rose.

## Початок-середина 1980-х
Випадкова зустріч Денніса Берарді та менеджерів Едді Ван Галена під час спільного рейсу на літаку поклала початок стрімкому злету компанії Kramer у 1980-х роках. Едді був зацікавлений у тремоло, яке тримало стрій , яке пропонувала система Рокінгера. Незабаром відбулася зустріч між Едді Ван Галеном і керівниками Крамера. На зустрічі він нібито пожартував, що допоможе зробити Kramer «гітарною компанією №1 у світі».
До 1983 року тремоло Rockinger (іноді його називають «тремоло Едді Ван Галена») було широко замінено системою Floyd Rose. Крім того, Крамер знову запропонував кілки Шаллера на своїх гітарах, також використа Шаллер для виробництва Флойда Роуза. Роуз використовував японську фірму Fernandes Guitars для виробництва своїх прототипів, а також перших і остаточних моделей тремоло. Kramer була єдиною гітарною компанією, яка пропонувала оригінальні тремоло Floyd Rose для своїх гітар, що було неабиякою конкурентною перевагою Kramer перед іншими виробниками гітар того періоду.
Наприкінці 1983 року Kramer перейшов від дизайну голови у формі «дзьоба» до дизайну у вигляді «хокейної ключки», яка нагадувала голову Gibson Explorer. Цей характерний зовнішній вигляд також допоміг впізнавати гітари Kramer серед ентузіастів гри на гітарі. Однією з відомих гітар Kramer була модель Baretta, яка була інструментом з одним гамбакером і одним регулятором гучності, схожою на гітари, які Едді Ван Гален використовував на сцені. Kramer Baretta була флагманом лінійки Kramer і допомогла популяризувати дизайн гітар Superstrat з одним звукознімачем у 1980-ті роки.
Наприкінці 1985 року Kramer почав встановлювати звукознімачі Seymour Duncan, віддаючи перевагу звукознімачам Schaller, що звучали більш вінтажно. Коли з’явилися дані про продажі, Kramer був найбільш продаваним брендом гітар 1985 року.
У 1986 році Kramer перейшов на радикально опущений дизайн «загостреної голови». Кілки Schaller, тремоло Floyd Rose, звукознімачі Seymour Duncan і захоплююча графіка талановитих фабричних художників, таких як Денніс Клайн, допомогли Kramer стати найпродаванішою маркою гітар і у 1986 році.

## Кінець 1980-х
Kramer продовжував досягати успіху в кінці 1980-х років, оскільки його  просували відомі виконавці хард-року та ґлем-металу від Міка Марса з Mötley Crüe до Вівіан Кемпбелл з Whitesnake.
До 1987 року Kramer використовував японську компанію ESP виключно для виготовлення грифів і корпусів. «Американська серія» інструментів складалася з частин ESP, зібраних у Нептуні, Нью-Джерсі. Серія Aerostar була повністю виготовлена в Кореї, тоді як серія Focus була виготовлена та зібрана на фабриці ESP. Деякі ранні гітари Focus також були виготовлені в Японії компанією Matsumoku.
Протягом 1987 року Kramer також доручив гітаристу Річу Екселленте створити серію гітар на основі запатентованих раніше ідей. 
Kramer прийняв дикість кінця 1980-х років — виробництво гладких і флуоресцентних гітар, втрачаючи лідерство на арені виробництва гітар і завдаючи шкоди іміджу бренду. Подібним чином, імідж бренду був заплямований випуском і напливом гітар Kramer Aerostar, нижчої якості та з використанням дешевшої фурнітури.
У 1989 році Денніс Берарді заснував компанію Berardi/Thomas Entertainment, Inc, котра займалася менеджментом виконаків. Побачивши перспективу в молодому гурті з Радянського Союзу, Gorky Park, BTE почали менеджити групою і просувати її на американський ринок. Щоб сприяти просуванню гурту, були виготовлені сумнозвісні гітари у формі трикутника (копіюючи корпус балалайки) «Gorky Park», які, як повідомляється, передавались торговцям гітар як рекламні вироби. BTE зробили ставку на гітари Gorky Park, щоб допомогти в просуванні групи. Коли російська група досягла лише невеликого успіху, а радикальна форма гітар виявилася непопулярною, це стало значним і остаточним ударом по початковій версії компанії Kramer.

## 1990–дотепер
Початкова компанія Kramer фактично закрилася в січні 1991 року через фінансові проблеми. Компанія витрачала величезні суми на рекламу та підтримку, а потім програла суд із Флойдом Д. Роузом щодо роялті через випуск його тремоло. У Нью-Джерсі відбувся сумнозвісний розпродаж надлишкових грифів, корпусів і обладнання.
До 1995 року Генрі Ваккаро Старший володів брендом Kramer і крім того, він був єдиним із початкових партнерів, зацікавлених у продовженні гітарного бізнесу. Він востаннє спробував виготовити гітари Kramer із залишкових деталей на фабриці в місті Нептун, але було виготовлено всього лише кілька сотень гітар.

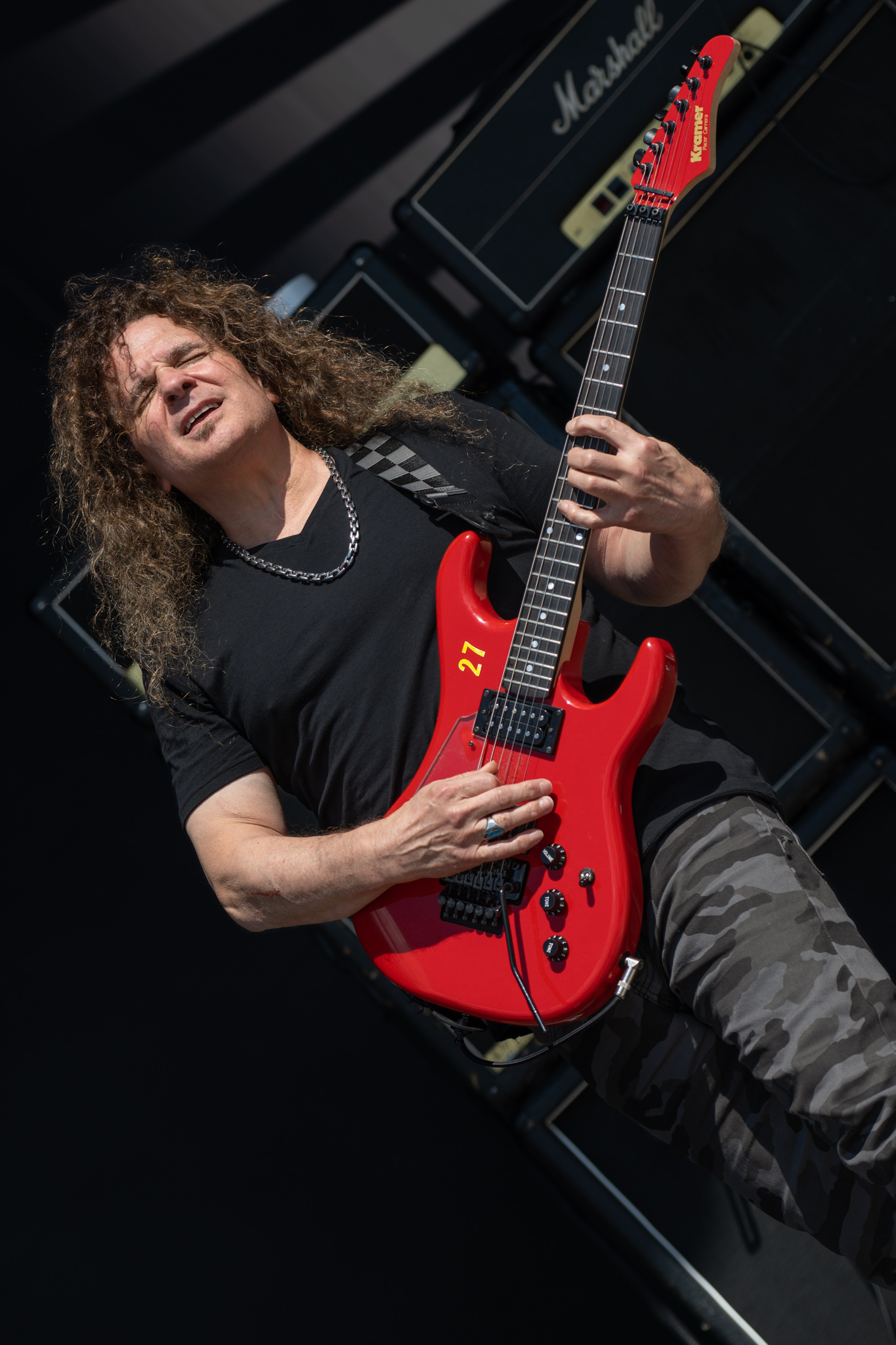
Вінні Мур виступає з ґітарою Kramer, 2022

Бренд Kramer був проданий через банкрутство Gibson Guitar Corporation. Підрозділ Gibson Epiphone виробляв гітари та бас-гітари під брендом Kramer з кінця 1990-х років, переважно безпосередньо продаючи через нині неіснуючий веб-сайт MusicYo.com. Підбадьорений відродженням інтересу до бренду Kramer, Epiphone перевидав класичні моделі Kramer, включаючи «1984 Model», данину знаменитій гітарі «5150» Едді Ван Галена, яка використовувалася з 1984 по 1991 роки, "Jersey Star", підписна ґітара Річі Самбори з 1980-х років і зовсім недавню, "1985 Baretta Reissue" — стандартний суперстрат з одним похилим звукознімачем. Ці інструменти високого класу збиралися в США з американських компонентів. У січні 2009 року Gibson закрив веб-сайт MusicYo.com, натомість пообіцявши, що гітари Kramer будуть доступні через дилерів і в музичних магазинах до кінця 2009 року. Але постачання не було послідовним, і обіцяні нові моделі були або серйозно затримані, або взагалі не вироблялися.
Однак нещодавно під керівництвом відданої команди Kramer у Gibson нові моделі потрапили в магазини, і тепер вони включають бюджетну Baretta Special (модель, яку рекламували на сторінках MusicYo, але досі не випускали), а також дизайни, які ніколи раніше не бачили, включаючи лінійки Pariah & Assault створені, щоб принести ім’я Kramer новому поколінню рок-музикантів, у той час як реверанс до вінтажних моделей, таких як Stagemaster у формі SM-1 і Classic Pacer Imperial, які тепер називають просто Pacer Vintage, також все ще випускаються .
У 2007 році було створено контролер Kramer Striker для Guitar Hero III для PlayStation 2 згідно з ліцензійною угодою з Gibson. Kramer Focus також була доступна як внутрішньоігрова гітара, як і одна з попередніх моделей Kramers з алюмінієвим грифом. Kramer Fatboy був представлений у Guitar Hero III: Legends of Rock і Guitar Hero: Aerosmith .
Оригінальні гітари Kramer зараз є предметом колекціонування, оскільки під ім’я Kramer багато років випускали не дуже якісні гітари, а оригінальні гітари вважалися небажаними на початку середини 1990-х років коли завершила існування початкова компанія Kramer.

## Відомі музиканти, що використовують Kramer
Станом на 2020-ті роки більшість музикантів, які мають підписні моделі Kramer мають також підписні гітари в Gibson чи Epiphone мають також бюджетну версію гітари Kramer або ж більш екстримальну, яка не входить в модельний ряд Gibson чи Epiphone. Список музикантів, які мають підписні гітари Kramer:
- Дейв Мастейн (Megadeth)
- Ліззі Гейл (Halestorm)
- Чаплі Парра
- Трейсі Ґанз (L.A.Guns)
- Дейв Сабо (Skid Row)
- Вінні Мур (UFO)

## Моделі Крамера
- Baretta
- Pacer
- Sustainer
- Vanguard (модифікації King V)
- Imperial (форма Explorer)
- Striker
- Voyager (Randy Roads + Explorer)